# Laperousecythere robusta
Laperousecythere robusta är en kräftdjursart som först beskrevs av Tabuki 1986.  Laperousecythere robusta ingår i släktet Laperousecythere och familjen Hemicytheridae. Inga underarter finns listade i Catalogue of Life.